# Pseudalcathoe
Pseudalcathoe é um gênero de traça pertencente à família Brachodidae.